# Martock
Martock est un village et une paroisse civile situé dans le comté du Somerset, en Angleterre.

## Géographie
Martock est situé à la limite des Somerset Levels, à 11,3 km au nord-ouest de Yeovil, dans le district de South Somerset. La paroisse comprend Hurst, à environ un mile au sud du village, et Bower Hinton, située à l'extrémité ouest du village et délimitée par Hurst et l'A303. Martock a une population de 4 766 habitants et était historiquement un bourg.